# De Laakmolen in Den Haag
De Laakmolen in Den Haag is een aquarel van de Nederlandse kunstschilder Vincent van Gogh, 37,7 bij 56 centimeter groot. Het werd geschilderd in juli 1882 te Den Haag en toont de Laakmolen gelegen aan de Haagse Trekvliet. Eerder werd gedacht dat het om een molen ging te Etten in Noord-Brabant waar Van Gogh in 1881 werkte.
Van Gogh schreef negen jaar eerder al over de molen in een brief aan zijn broer Theo van Gogh gedateerd op 20 juli 1873:

Wat zou ik je graag eens hier hebben, wat hebben wij te s’Hage prettige dagen samen gehad, ik denk nog zoo dikwijls aan dien wandeling op den Rijswijkschen weg waar wij aan den molen na den regen melk gedronken hebben.

Het schilderij is in privébezit sinds een verkoop in 2015 via een veiling van Christie's in Londen. Het werk werd verkocht voor een bedrag van £ 2.322.500. In oktober 2016 vertoonde de Oosterbeekse kunsthandelaar Bob Albricht het werk op de New York editie van TEFAF. Daarvoor was het werk voor het laatst te zien voor het publiek in 2005 tijdens de tentoonstelling De Haagse School en de jonge Van Gogh van het Kunstmuseum Den Haag.